# Albert Fahrzeugtechnik und Design
Die Albert Fahrzeugtechnik und Design GmbH, in einer Quelle zu Albert Fahrzeugtechnik u. Design verkürzt, war ein deutscher Tuner und Hersteller von Automobilen.

## Unternehmensgeschichte
Jürgen Friedrich Wilhelm Albert (* 1956) gründete 1979 das Unternehmen in Oberhausen und begann mit dem Tunen von Automobilen. 1988 war Albert an der Herstellung von Porsche-356-Nachbauten von Chamonix beteiligt. 1991 folgten Nachbauten anderer Hersteller. Der Markenname lautete Albert. Es ist unklar, wann die Produktion endete. Albert betreibt nun die Albert-Motorsport UG und beschränkt sich auf das Warten und Tunen von Porsche.

## Fahrzeuge
1991 erschien der erste als Albert bezeichnete Nachbau. Vorbild war der Lotus Seven. Später folgten Nachbauten von AC Cobra, Lamborghini Countach, MG A und Porsche 550 Spyder.